# SPD Reuß älterer Linie
Die SPD Reuß älterer Linie war der Landesverband der SPD im Fürstentum bzw. Freistaat Reuß älterer Linie.

## Geschichte
Das Fürstentum Reuß älterer Linie gehörte zu den am meisten industrialisierten Regionen Deutschlands. Für Geschichte der Industrie in Greiz siehe Industriebetriebe in Greiz und Umgebung. Dies führte dazu, dass der Anteil der Arbeiter an der Bevölkerung dort hoch war und auch die Arbeiterbewegung dort früh entstand.
Die Anfänge der SPD lagen, wie in anderen Teilen des Reiches, in den Wahlvereinen, die jeweils zu den Reichstagswahlen gebildet wurden. Das Fürstentum Reuß älterer Linie bildete einen einzelnen Reichstagswahlkreis Reuß älterer Linie, damit war der Wirkungsbereich des Wahlvereins der des Fürstentums. 
Der Mangel an eigenen profilierten sozialdemokratischen Politikern in Reuß ä.L. führte dazu, dass der sozialdemokratische Wahlverein bei der Reichstagswahl 1877 den in Hamburg lebenden Redakteur des Hamburg-Altonaer Volksblattes, Wilhelm Blos als Kandidaten aufstellte. Dieser konnte das Mandat gewinnen und auch bei der Reichstagswahl 1881 verteidigen.
Zur Verstetigung der politischen Arbeit gründete Karl Treuter eine Ortsgruppe der SAP Hamburg und ein Ortsverein der deutschen Gewerkvereine in Greiz. Die Sozialistengesetze verhinderten ab 1878 diese Form der Organisation. Nach der Aufhebung der Sozialistengesetze 1890 war auch in Reuß ä.L. die Zahl der Anhänger der Sozialdemokratie deutlich gestiegen. Aber erst mit der Aufhebung des Verbots politischer Vereine in Reuß ä.L. im Jahr 1903 konnte wieder eine legale Parteiorganisation entstehen. Es entstanden nun rasch Ortsgruppen der SPD. Bis zum Anfang des Ersten Weltkriegs waren dies 21 Ortsgruppen.
Die Parteihochburgen der SPD lagen in den industrialisierten Gebieten um Greiz und Zeulenroda. In den Landgemeinden und der Exklave Burgk hatte die SPD dagegen einen schweren Stand. Der Reichstagswahlkreis war daher zwischen SPD und den bürgerlichen Kandidaten stark umkämpft.
Bei der Reichstagswahl 1903 gewann der Sozialdemokrat Karl Hermann Förster (der bereits seit 1890 Reuß ä.L. im Reichstag vertrat) aus Hamburg gegen den Amtsgerichtsrat Julius Arnold aus Greiz im Reichstagswahlkreis Reuß ä.L. sehr knapp mit 6840 Stimmen gegen 6706 für Arnold. Bei der Reichstagswahl 1907 traten erneut Förster und Arnold an und Julius Arnold gewann mit 8583 Stimmen deutlich gegenüber
Förster mit 6353. Bei der Reichstagswahl 1912 konnte sich Förster wieder durchsetzen, da die bürgerlichen Parteien sich nicht auf einen Kandidaten einigen konnten. Nach Försters Tod 1912 konnte der sozialdemokratische Kaufmann Max Cohen aus Frankfurt am Main das Mandat erlangen.
Das Landtagswahlrecht zum Greizer Landtag war gemäß der Verfassung des Fürstentums Reuß älterer Linie wenig liberal. Lediglich 7 der 12 Abgeordneten wurden in allgemeinen Wahlen bestimmt (wobei das Frauenwahlrecht zeitgemäß nicht gegeben war). Die Wahl erfolgte jedoch im Mehrheitswahlrecht in 7 Einzelwahlkreisen sowie in indirekter Wahl. Beides erschwerte die Wahl sozialdemokratischer Abgeordneten deutlich.
1899 wurde mit Franz Feustel auch der erste Sozialdemokrat in den Landtag gewählt. Gustav Dillner, Oswald Fischer, Hermann Herzog, Paul Jugold und Paul Kiß gingen in späteren Landtagswahlen als Abgeordnete hervor. Spätestens ab 1913 war Paul Kiß der Vorsitzende des SPD-Landesverbandes.

## Übergang zum Volksstaat Reuß
1917 spaltete sich die USPD von der SPD ab. Die Mehrzahl der führenden Sozialdemokraten schloss sich der USPD an. Nach der Novemberrevolution erklärte sich Reuß ä.L. zum Freistaat, also zur Republik. Die neue Landesregierung wurde aus dem liberalen William Oberländer sowie den beiden USPD-Vertretern Arthur Drechsler und Paul Kiß gebildet. Dies war aber nur ein Übergang zum Volksstaat Reuß, der aus Reuß jüngerer Linie und Reuß ä.L. gebildet wurde.
Februar 1919 wurde erstmals ein Landtag in allgemeinen Wahlen bestimmt. Wahlsieger war die USPD. Für die SPD wurden zwei (von 12) Abgeordnete gewählt: neben Oswald Fischer war dies Kurt Steiniger. Die beiden Landtage vereinigten sich zum Landtag des Volksstaates Reuß, dieser ging bereits am 1. Mai 1920 im Land Thüringen auf. Entsprechend ging die SPD Reuß älterer Linie in der SPD Thüringen auf.